# Thalerommata gracilis
Thalerommata gracilis är en spindelart som beskrevs av Anton Ausserer 1875. Thalerommata gracilis ingår i släktet Thalerommata och familjen Barychelidae.
Artens utbredningsområde är Colombia. Inga underarter finns listade i Catalogue of Life.